# Юрьевец (Владимир)
Юрьевец — упразднённый рабочий посёлок во Владимирской области. В 2004 году включен в состав города Владимира и исключен из учётных данных.

## География
Расположен в 10 км к западу от центра Владимира. Железнодорожная станция Юрьевец на линии Владимир — Москва.

## История
До революции деревня Юрьевец имела двойное название: «деревня Юрьевец — Варламов Починок тож». В 1859 году в деревне дворов — 21; душ мужского пола — 62, женского — 68. Входила в приход села Спасское.
В 1898 году вблизи деревни Юрьевца строительство железнодорожной станции Юрьевец на 167 версте Московско-Нижегородской железной дороги.
Основан в 1958 году как посёлок при заводе по изготовлению и пропитке опор. В 1964 году получил статус рабочего посёлка, подчинённого Ленинскому райсовету города Владимира. 09.06.1964 Юрьевец Спасского сельсовета отнесён к категории рабочих поселков, в него вошли н.п. Пиганово Спасского сельсовета и пос. Энергетик Колокшанского сельсовета Ставровского сельского района, сам поселок передан в подчинение Владимирскому городскому Совету депутатов трудящихся. 

## Население
| 1970 | 1979  | 1989    | 2002    |
| ---- | ----- | ------- | ------- |
| 3837 | ↗8450 | ↗16 643 | ↘11 618 |

## Экономика
В микрорайоне находятся Федеральный центр охраны здоровья животных (бывший Всесоюзный научно-исследовательский ящурный институт), Владимирский электромеханический завод (ранее — завод по изготовлению и пропитке деталей опор для линий электропередач), городская больница № 6, супермаркеты.
Ранее в микрорайоне находился областной детский санаторий имени 1 Мая (ныне Областной центр специализированных видов медицинской помощи находится на территории микрорайона Пиганово).

## Культура
В микрорайоне действует Дом культуры «Юрьевец» (МБУК «КДК» — Муниципальное Бюджетное Учреждение Культуры «Культурно-Досуговый Комплекс»).
В поселке имеются памятники погибшим в годы Великой Отечественной войны.
В центре микрорайона находится:
Церковь Всех Святых земли Владимирской (в 2012 году в храме начались богослужения; в 2013 году появились колокола; 21 апреля 2014 года Митрополитом Владимирским и Суздальским Евлогием храм был освящен).
Храм-часовня Александра Невского при учебном центре УВД в память погибшим сотрудникам органов внутренних дел Владимирской области открыт 6 сентября 2002 года.
Храм святителя Митрофана Воронежского

## Транспорт
Микрорайон с основной частью города связывает несколько городских автобусных маршрутов: № 20С, № 22, № 22С и № 33С, № 15, № 21С и № 29С.
На станции Юрьевец, находящейся в 11 км от железнодорожного вокзала Владимир, останавливаются все пригородные электропоезда 6000-й нумерации московского направления.
В посёлке ранее действовала узкоколейная железная дорога, от которой ныне осталось только несколько сот метров путей.

## Наука, образование и дошкольные учреждения
В 1958 году был создан Всесоюзный научно-исследовательский ящурный институт (ВНИЯИ); с 1992 года — Всероссийский научно-исследовательский институт защиты животных (ВНИИЗЖ).
В микрорайоне действуют две средние общеобразовательные школы (№ 42 и № 44) и основная общеобразовательная школа-интернат № 3. Три детских сада: № 11, № 82 и № 105.